# Magnus Durell
Magnus Nilsson Durell, före adlandet 1648 Durelius, född 30 maj 1617 i Norrköping, död den 26 september 1677 i Jönköping, var en svensk ämbetsman och diplomat.                                                                                             

## Biografi
Durell var son till borgmästaren Nils Månsson Store och Elisabet Hård af Segerstad. Efter studier i Uppsala och vidsträckta utländska resor blev han vid hemkomsten av Axel Oxenstierna kallad att handleda dennes son Erik Oxenstiernas studier och gjorde med honom en ny utländsk resa, varefter han 1646 anställdes i statens tjänst som diplomatisk agent i Helsingör. Året efter förordnades han till resident vid danska hovet och lämnade under de år han innehade denna förtroendepost noggranna underrättelser om Danmarks inre tillstånd till den svenska regeringen, vilket Karl X Gustav sedan drog nytta av. 
Durell adlades 1648 och utnämndes fem år senare till landdomare i Halland, men fortsatte att bevaka Sveriges intressen i Danmark fram till fredsbrottet 1657, då han lämnade Köpenhamn. Durell fick efter freden i Roskilde i uppgift att bidra vid ordnandet av de södra landskapens förhållanden, under deras införlivande med Sverige.
1666 blev Magnus Durell vice president i Göta hovrätt och samma år kurator vid det nyinrättade universitet i Lund, där han var huvudansvarig för upprättandet av dess ekonomiska stat. Fyra år senare utnämndes han till landshövding över norra Skåne och Blekinge, med säte i Kristianstad, varifrån han vid danskarnas inbrott i Skåne 1676 begav sig uppåt Sverige och dog i Jönköping 1677. Durell ansågs vara en skicklig ämbetsmän.

### Familj
Durell gifte sig 5 april 1647 i Köpenhamn med Brigitta von Crakow (1620–1686). Hon var dotter till residenten Carl von Krakau och Anna von Ens i Köpenhamn. De fick tillsammans barnen löjtnanten Carl Gustaf Durell (1648–1676) vid holländska armén, Elisabet Maria Durell (1649–1717) som var gift med assessorn Christer Horn af Åminne, Fredrik Durell (1650–1662), Anna Catharina Durell (1651–1713) som var gift med överstelöjtnanten Göran Stierna och häradshövdingen Johan Boderus, Magna Birgitta Durell (1653–1709) som var gift med översten Erik Johan Meck, Catharina Margareta Durell (1655–1675) som var gift med presidenten Johan Gyllenstierna af Lundholm och Magnus Fredrik Durell (död 1677).